# Så gick din gång till härlighetens värld
Så gick din gång till härlighetens värld är en himmelsfärdspsalm av Edvard Evers. Melodin är en tonsättning av Melchior Frank från 1663, som, enligt Koralbok för Nya psalmer, 1921, även används till psalmen Jerusalem, du högtbelägna stad (1921 nr 670).

## Publicerad som
- Nr 521 i Nya psalmer 1921, tillägget till 1819 års psalmbok under rubriken "Kyrkans högtider: Kristi himmelsfärdsdag".